# Reykholt (Bláskógabyggd)
Reykholt ('Rookhelling') is een plaatsje in de gemeente Bláskógabyggð in het district Árnessýsla in het zuiden van IJsland. Reykholt ligt in een geothermaal gebied en er komen door aardwarmte verwarmde kassen voor. Ook ligt er in dit plaatsje de Reykholtshver, een geiser die met enige regelmaat een waterkolom omhoog spuit. Deze geiser is met een betonnen bak afgedekt en het warme water wordt voor de kassenteelt gebruikt. In 2013 woonden er in Reykholt ongeveer 185 mensen. Verder heeft Reykholt een lagere school en wat kleine bedrijven.

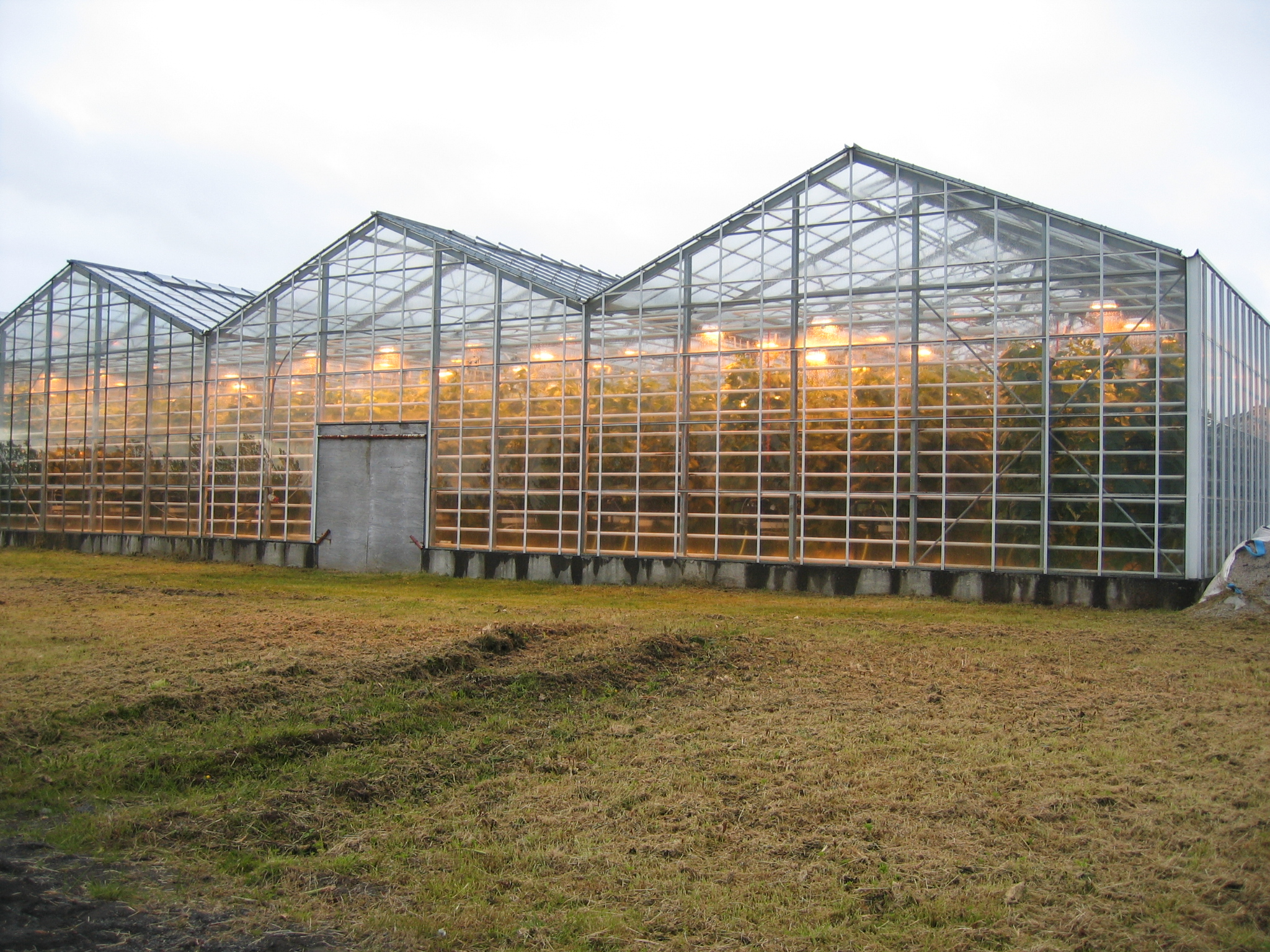
Kassen in Reykholt.
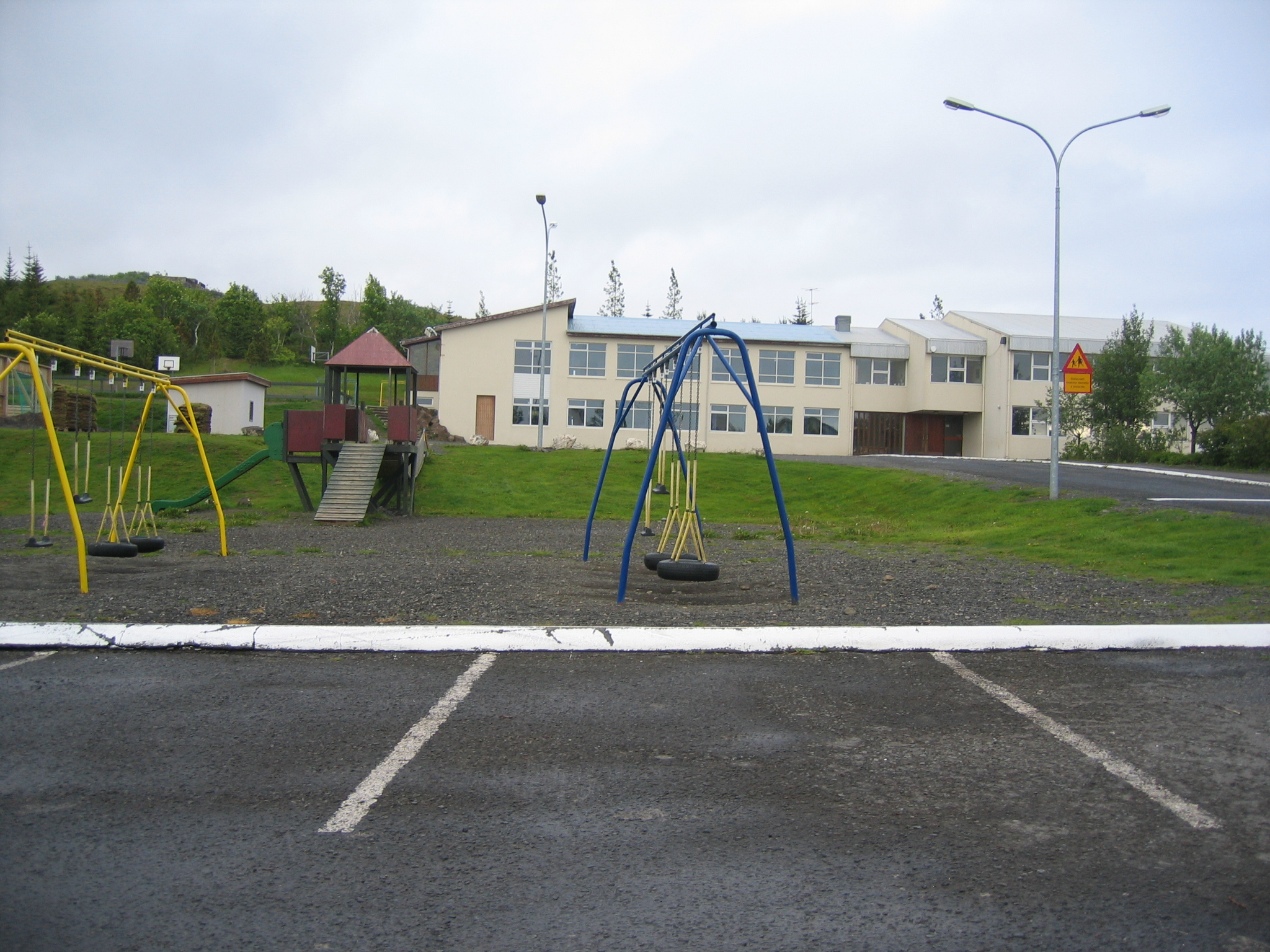
De lagere school in Reykholt.
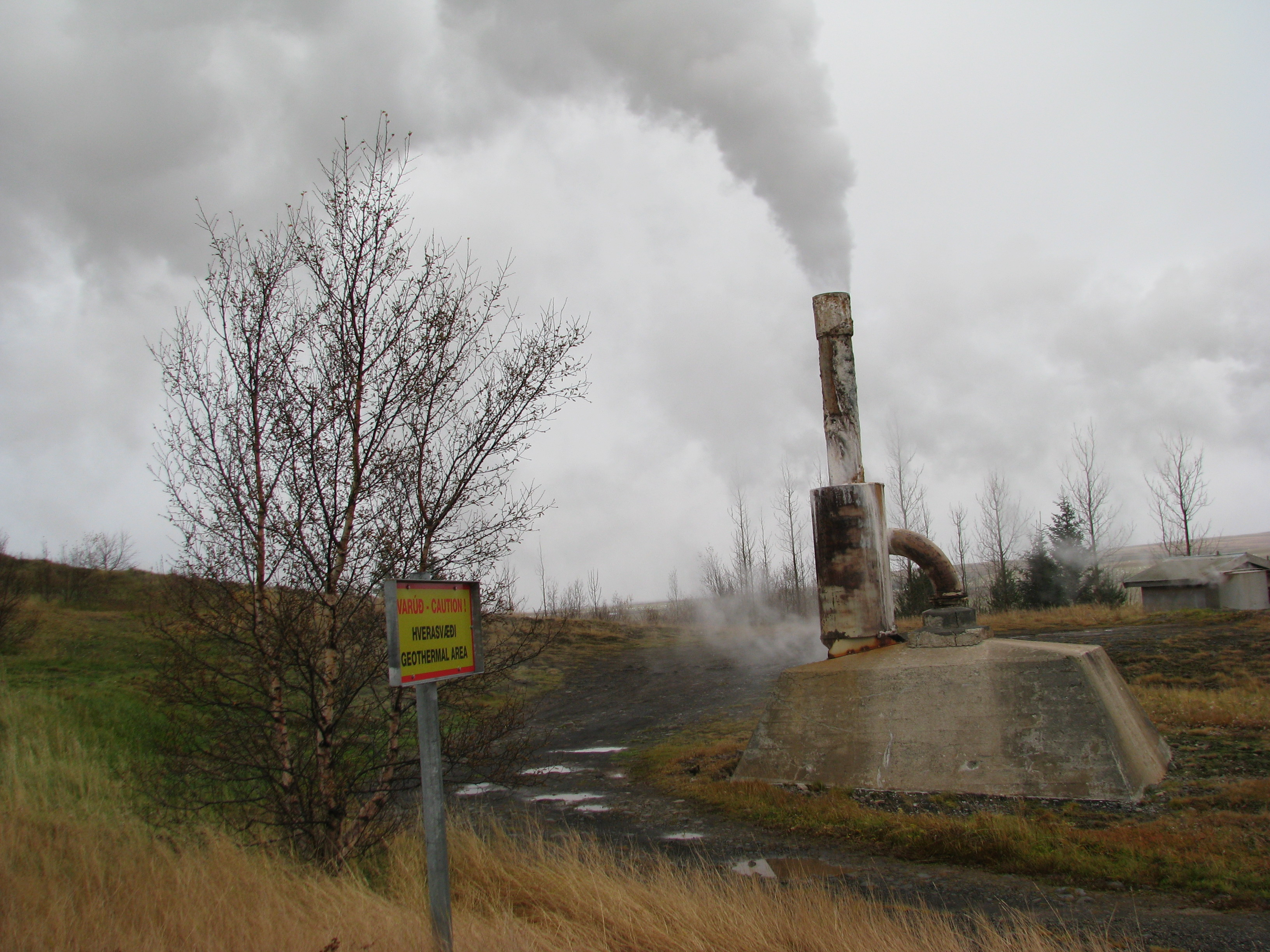
De afgedekte Reykholtshver.

## Omgeving
Niet zo ver van Reykholt liggen de plaatsjes Laugarás en Flúðir. Meer naar het noorden liggen de geisers Geysir en de Strokkur en de waterval Gullfoss.
IJsland kent nog een ander plaatsje dat Reykholt heet. Ook dat ligt in een geothermaal actief gebied, maar dan iets noordelijker gelegen.